# Makuria
Makuria (staronubijski: Makouria, arabski: al-Muqurra) – królestwo położone na terenach dzisiejszego północnego Sudanu i południowego Egiptu, początkowo ograniczone do terenów leżących wzdłuż Nilu od trzeciej katarakty do obszaru pomiędzy piątą a szóstą kataraktą, czyli na terenie Górnej Nubii. Makuria kontrolowała również szlaki handlowe, kopalnie oraz oazy na wschód i zachód od rzeki. Jej stolicą była Dongola (arabski: Dunqulah), której nazwę czasami stosowano na określenie całego królestwa.
Królestwo powstało prawdopodobnie w IV albo V w., po upadku Meroe. Przed końcem VI stulecia Makuria przyjęła chrześcijaństwo. Podbój Egiptu przez muzułmanów w VII w. spowodował jej odcięcie od reszty chrześcijańskiego świata. Makuria odparła arabską inwazję w połowie VII w., a traktat który w wyniku tego podpisano, znany jako Bakt, zapoczątkował okres względnego pokoju pomiędzy stronami, pokoju który trwał do XIII stulecia. Jeszcze w czasie arabskiej inwazji albo też podczas panowania króla Merkuriosa Makuria dokonała aneksji swojego północnego sąsiada Nobadii (Dolna Nubia). Okres pomiędzy mniej więcej 750 a 1150 r. to czas prosperity królestwa, tzw. Złoty Wiek. Wzrastająca agresja ze strony Egiptu, jak również wewnętrzna niezgoda doprowadziły w XIV w. do upadku państwa.

## Źródła

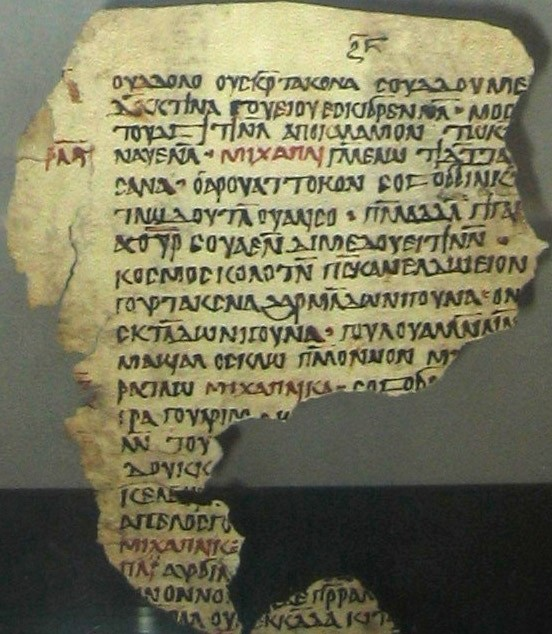
Strona z rękopisu staronubijskiego przekładu Liber Institutionis Michaelis Archangeli, IX - X w., znaleziona w Kasr Ibrim, Nubia (Sudan), zbiory British Museum

Wiedza o królestwie Makurii jest fragmentaryczna. Najważniejszym źródłem dla historii tego obszaru są przemierzający ówczesną Nubię podróżnicy i historycy arabscy. Te relacje są jednak często uznawane za kontrowersyjne ze względu na ich uprzedzenia w stosunku do chrześcijan. Ponadto arabskie teksty były skupione głównie na zbrojnym konflikcie pomiędzy Egiptem a Nubią . Jedynym wyjątkiem jest Ibn Selim el-Aswani, egipski dyplomata, który podróżował do Dongoli w X stuleciu, kiedy Makuria była u szczytu swojej potęgi.
Przetrwała część nubijskiego piśmiennictwa z epoki. Dokumenty były pisane w języku staronubijskim majuskułą alfabetu greckiego, rozszerzonego o niektóre symbole koptyjskie i inne unikalne dla Nubijczyków. Napisane w języku blisko związanym ze współczesnym językiem Nobiin, dokumenty te zostały już rozszyfrowane. Jednak zdecydowana większość z nich to prace traktujące o religii albo zapisy prawne o małej wartości dla historyków. Największy znany zbiór, znaleziony w Kasr Ibrim, zawierał cenne dokumenty z listą królów nubijskich i ich urzędników – najważniejsze źródło dla rekonstrukcji historii chrześcijańskiej Nubii.
Istotnych informacji dostarcza archeologia. Właściwe odkrycia archeologiczne na terenie Nubii rozpoczęły się na początku XX w. Największe badania, obejmujące cały obszar północnej Nubii, przeprowadzono w czasie kampanii UNESCO w latach 60. XX wieku. Budowa Wielkiej Tamy Asuańskiej w 1964 r. musiała doprowadzić do zalania obszaru stanowiącego niegdyś Nobadię. Dążenie UNESCO do tego, aby przeprowadzić jak najwięcej prac archeologicznych przed mającym nastąpić zalaniem, zaowocowało przybyciem do Nubii setek ekspertów z całego świata. Do ważniejszych miejsc przebadanych na terenie Makurii należało Faras wraz ze swoją katedrą, odkopane przez polski zespół pod kierownictwem prof. Kazimierza Michałowskiego, Kasr Ibrim badany przez Brytyjczyków i Debeira Zachodnia, miasto w którym prace prowadził Uniwersytet Ghany, dostarczając ważnych informacji na temat życia codziennego w średniowiecznej Nubii. Wszystkie te miejsca znajdują się na terenach dawnej Nobadii. Jedynym znaczącym miejscem wykopalisk archeologicznych w Makurii właściwej jest częściowa eksploracja stolicy w Starej Dongoli .

## Historia

### Początki królestwa
Początki Makurii są niejasne. Ptolemeusz określa nubijskich ludzi jako Makkourae; być może byli oni przodkami Makurian. Uważa się, że królestwo powstało w IV albo V w. Pierwsza wzmianka o nim znajduje się w pracy żyjącego w VI w. Jana z Efezu, który opisał gościnność mieszkańców dla monofizyckich misjonarzy podróżujących do Alodii. Wkrótce potem Jan z Biclar napisał z aprobatą o przyjęciu przez Makurian  konkurencyjnego rytu melchickiego.
Makuria była jednym z nielicznych krajów na świecie, które odparły inwazję arabską, prowadzoną przez ich kalifów. Arabowie zajęli Egipt w 641 r., a ich wojska wkrótce skręciły na południe. W 642 r. Makuria pokonała armię arabską w pierwszej bitwie pod Dongolą, a w 652 r. powtórzyła ten wyczyn w drugiej bitwie pod Dongolą. Arabscy pisarze zauważyli zręczność Makurian jako łuczników. Jedna z niewielu większych porażek poniesionych przez wojska arabskie w trakcie pierwszego stulecia muzułmańskiej ekspansji doprowadziła do bezprecedensowej umowy – Bakt. Traktat gwarantował pokojowe relacje oraz wymianę handlową .
W pewnym momencie Makuria połączyła się z leżącą na północy Nobadią . Data tego zdarzenia jest dyskusyjna. Arabskie relacje opisujące inwazję w 652 r. odnoszą się tylko do jednego państwa ze stolicą w Dongoli. Bakt, wynegocjowany przez króla Makurii, stosowano do całej Nubii na północ od Alodii. Niektórzy badacze uważali więc, że zjednoczenie obu królestw dokonało się w tym burzliwym okresie historii. Wyraźnych dowodów unii dostarcza inskrypcja w Taifa z czasów panowania Merkuriosa, z której dowiadujemy się, że przed połową VIII stulecia Nobadia znajdowała się pod kontrolą Makurii. Zjednoczenie mogło więc nastąpić w okresie panowania Merkuriosa, króla, którego Jan Diakon określił jako „nowego Konstantyna”.
Jak powinno być nazywane to połączone królestwo pozostaje niejasne zarówno według ówczesnych źródeł, jak i wśród współczesnych historyków. Nazwa Makuria pozostała w użyciu jako geograficzny termin na określenie południowej części królestwa, ale była również używana na określenie królestwa w całości. Niektórzy pisarze nazywają je po prostu Nubią, ignorując fakt że południowa Nubia należała do niezależnego królestwa Alodii. Od nazwy swojej stolicy była również nazywana królestwem Dongoli. Inna nazwa, królestwo Makurii i Nobadii, może odnosić się do podwójnej monarchii. Z kolei Dotawo może być albo inną nazwą, albo odnosić się do zupełnie odrębnego królestwa.

### Szczyt potęgi
W VIII i IX w. Egipt osłabiony częstymi wojnami domowymi nie stanowił dla Nubii poważnego zagrożenia. Przeciwnie to Nubijczycy ingerowali w sprawy swoich sąsiadów np. wtedy gdy w znacznej części wciąż chrześcijański Górny Egipt szukał u nich ochrony. Świadectwem takiego układu sił może być jedna z relacji dotycząca nubijskiej armii, która w VIII w. oblegała Kair w imię obrony chrześcijan, i choć prawdopodobnie ta opowieść jest apokryficzna, nie zmienia to jej wymowy.
Niewiele wiadomo o Makurii w tym okresie. Znana jest historia o Zachariaszu III wysyłającym syna Georgiosa do Bagdadu, aby ten wynegocjował zmniejszenie świadczeń ponoszonych przez Makurię z tytułu Baqt. Georgios jako król odgrywa również znaczącą rolę w historii arabskiego poszukiwacza przygód al-Umari. Najważniejsze informacje o tym okresie historii Makurii pochodzą ze źródeł archeologicznych. Wykopaliska pokazują, że epoka była jedyną w dziejach królestwa tak stabilną i pełną dobrobytu. W tych spokojnych stuleciach nubijskie królestwo osiągnęło szczyt rozkwitu.
Podczas panowania w Egipcie Fatymidów Egipt i Makuria rozwijały bliskie i pokojowe stosunki. Szyiccy Fatymidzi mieli niewielu sprzymierzeńców w świecie muzułmańskim i traktowali południowych chrześcijan jak sojuszników. Siła Fatymidów zależała również od dostarczanych przez Makurię niewolników, którzy służyli do obsadzania egipskiej armii. Handel między dwoma państwami rozkwitł: Egipt wysyłał pszenicę, wino i len na południe, zaś Makuria eksportowała kość słoniową, bydło, strusie pióra i niewolników. Stosunki z Egiptem zepsuły się, gdy w 1171 r. do władzy doszli Ajjubidzi. We wczesnym okresie ich panowania Nubijczycy najechali Egipt, być może w celu poparcia swoich sojuszników Fatymidów. Ajjubidzi odparli tę inwazję i odpowiedzieli atakiem. Salah ad-Din wysłał swojego brata Turan Szaha, który pokonał Nubijczyków i zanim wycofał się na północ przez kilka lat zajmował Kasr Ibrim. Emisariusz, wysłany do Makurii w celu oceny wartości kraju dla podboju, informował, że ziemia jest zbyt słaba. Być może dzięki temu przez następne stulecie Ajjubidzi w dużej mierze ignorowali swojego południowego sąsiada.

### Upadek
Brak jest relacji podróżników do Makurii pomiędzy 1171 a 1272 r. Współczesne odkrycia rzucają trochę światła na epokę. Wydaje się, że w tym czasie nastąpił upadek Makurii. Najlepszym źródłem jest Ibn Chaldun piszący wiek później, który przyczynę kryzysu upatrywał w beduińskich najazdach i małżeństwach Nubijczyków z Arabami.
Ajjubidzi zachowywali się bardzo agresywnie wobec plemion beduińskich pobliskich pustyń, spychając je na południe w konflikt z Nubijczykami. Archeologia dostarcza wyraźnych dowodów zwiększającej się niestabilności w regionie. Nieufortyfikowane miasta zyskują mury miejskie, ludzie wycofują się na lepiej bronione pozycje, takie jak w Kasr Ibrim, domy w całym regionie buduje się solidniej, z tajnymi kryjówkami na żywność i kosztowności. Archeologia dostarcza również świadectw wzrastającej arabizacji i islamizacji. Wolny handel między królestwami był częścią Baqt i z czasem kupcy arabscy stali się widoczni w Dongoli i innych miastach. Ostatecznie obszar północny, większość którego stanowiła kiedyś Nobadię, stał się w dużej mierze zarabizowany i zislamizowany, oraz w znacznym stopniu niezależny od Dongoli; coraz częściej był też określany jako al-Maris.

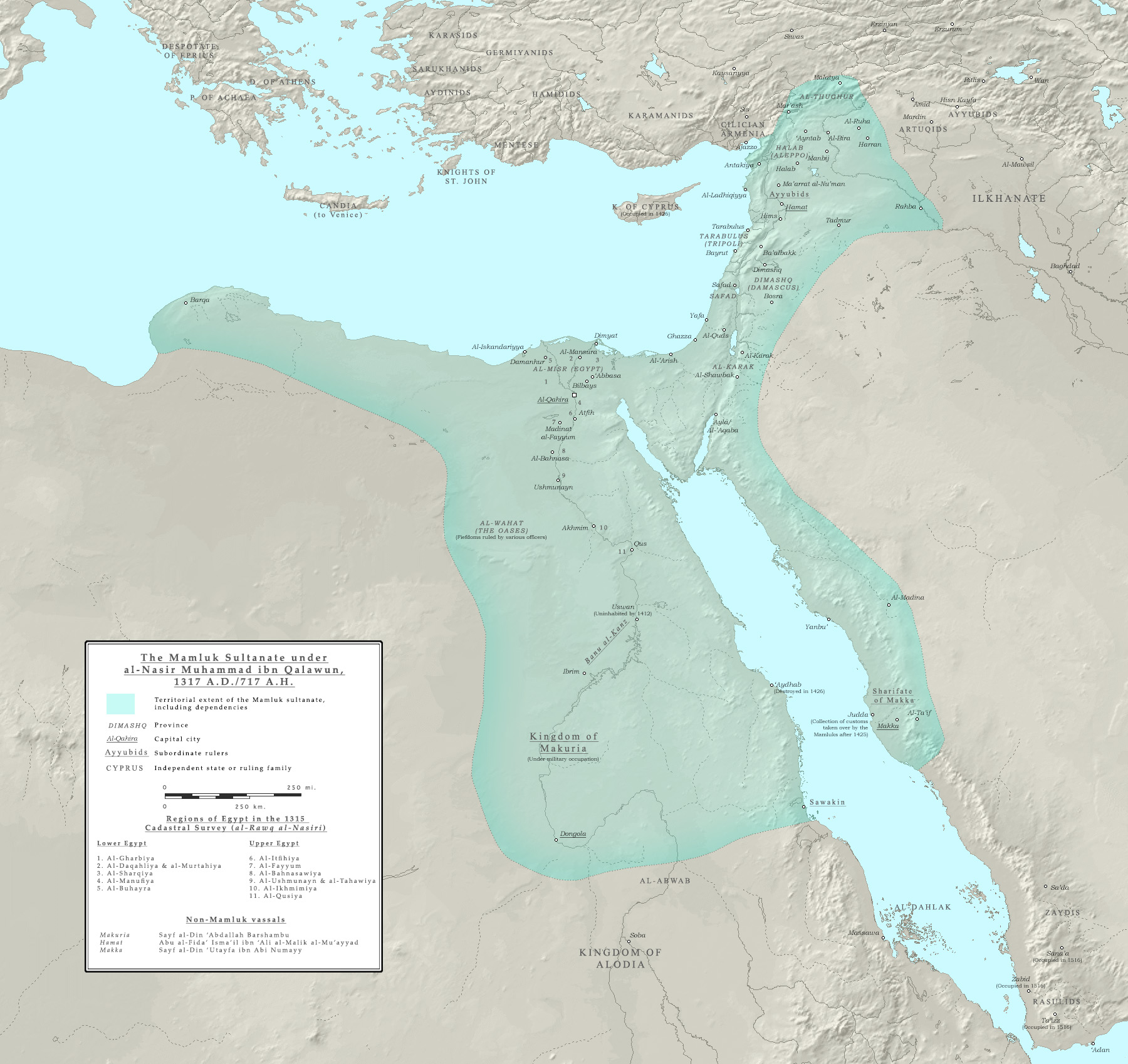
Sułtanat Mameluków w Kairze 1317 r., granice państwa przybliżone

Podczas gdy plemiona pustynne mogły stanowić najważniejszą siłę destrukcyjną, kampanie egipskich Mameluków są 
znacznie lepiej udokumentowane. Utrata możliwości zabezpieczenia przez Makurię południowej granicy Egiptu przed najazdami pustynnych nomadów powodowała interwencje wojsk egipskich, te z kolei coraz bardziej osłabiały nubijskie królestwo. W 1272 r. mamelucki sułtan Bajbars dokonał inwazji na Nubię po tym, jak makurski król Dawid I zaatakował egipskie miasto Aidhab. W ten sposób zainicjowano trwające kilka dekad interwencje Mameluków w sprawy Nubijczyków.
Makurii szkodzą w tym czasie również trudności wewnętrzne. Kiedy kuzyn króla Dawida zażądał praw do tronu, poparcia szukał w Kairze u Mameluków, którzy popierając pretendenta w 1276 r. najechali Nubię. Następnie umieszczony na tronie pretendent podpisał umowę, która uczyniła Makurię wasalem Egiptu; garnizon mamelucki stacjonował w Dongoli. Zaledwie po kilku latach okupacji inny członek makurskiej rodziny królewskiej, dążąc do przywrócenia Makurii niezależności, stanął na czele rebelii, pokonał załogę Mameluków i w 1286 r. objął tron. Zaproponował Egipcjanom wzrost rocznych płatności z tytułu Baqt w zamian za zlikwidowanie obowiązków, na które zgodził się poprzedni władca. Ze względu na to, że armie Mameluków były zajęte gdzie indziej, sułtan Egiptu zgodził się na ten nowy układ.
Po okresie spokoju zwlekanie z płatnościami z tytułu Baqt spowodowało kolejny atak i zajęcie królestwa przez Mameluków w 1312 r. Tym razem na tronie został umieszczony muzułmański członek dynastii makurskiej, który rozpoczął konwersję ludności na islam. W 1317 r. katedra w Dongoli została przekształcona w meczet, a w państwie wybuchła wojna domowa. Obszary wiejskie dostały się pod kontrolę najeżdżających plemion z pustyni. Monarchii pozostała skuteczna kontrola nad terenem nieco większym niż stolica. Makuria jako zjednoczone państwo przestała istnieć. Przypuszcza się, że ważną rolę w upadku królestwa odegrała również zmiana afrykańskich szlaków handlowych i czarna śmierć.
Na początku XVI w. powstało na południu nowe królestwo rządzone przez Afrykanów z ludu Fundż, którzy przyjęli islam. Podbili oni królestwo chrześcijańskie na południu i stopniowo zaczęli docierać do Nubii właściwej. Ostateczny upadek ostatniego królestwa chrześcijańskiego w Nubii nastąpił na skutek podboju Egiptu przez sułtana osmańskiego Selima I. Obu tym siłom Nubia nie mogła się oprzeć – w 1517 r. została zdobyta i połączona z Egiptem. Są dowody na to, że chrześcijanie przetrwali w Nubii dłużej – w rejonie III katarakty do XVIII wieku.

## Gospodarka
Podstawą gospodarki Makurii było rolnictwo z plonami jęczmienia, prosa i daktyli zbieranymi kilka razy w roku. Metody uprawy nie zmieniły się zasadniczo przez setki lat. Małe działki dobrze nawadnianej ziemi leżały wzdłuż brzegów Nilu, który corocznie użyźniał je wylewami. Jedną ważną nowinką technologiczną była saqiya – napędzane siłą wołów koło wodne, wprowadzone jeszcze w okresie rzymskim, które przyczyniło się do zwiększenia plonów i wzrostu gęstości zaludnienia. Układ osadnictwa wskazuje, że ziemia była dzielona na działki. Chłopi mieszkali w małych wioskach składających się ze skupisk domów zbudowanych z suszonej cegły.
Ważną gałąź gospodarki stanowiła produkcja ceramiki w Faras i tkactwo rozwijające się w Dongoli. Do mniejszych, lokalnych branż należały obróbka skór i metali oraz rozpowszechniona produkcja koszy, mat i sandałów z włókna palmowego. Równie ważne było złoto wydobywane w górach nad Morzem Czerwonym .
Handel w Makurii w dużej mierze opierał się na barterze, ponieważ państwo nigdy nie wprowadziło waluty. Jednak na północy egipskie monety były powszechne. Z Egiptu sprowadzano szeroki wachlarz dóbr luksusowych i wytwarzanych. Głównym towarem eksportowym Makurian byli niewolnicy. Niewolnicy wysyłani na północ nie pochodzili z Makurii, ale raczej z ziem położonych dalej na południe i zachód. Niewiele wiadomo o handlu i stosunkach z innymi częściami Afryki. Istnieją pewne dowody archeologiczne potwierdzające kontakty i wymianę handlową z obszarami położonymi na zachodzie, zwłaszcza z Kurdufanem. Na zachodzie, obszar do Gebel al-Ajn znajdował się pod bezpośrednią kontrolą Makurii, łącząc kultury Nilu z kulturą Zankur. Dodatkowo wydają się prawdopodobne kontakty z Darfurem i Kanem-Bornu. Możemy przypuszczać, że istotne były stosunki polityczne między Makurią i chrześcijańską Etiopią na południowym wschodzie. Na przykład w X wieku Georgios II skutecznie interweniował w imieniu nienazwanego etiopskiego władcy, przekonując patriarchę Aleksandrii Philotheosa do wyboru Abuna, głowy Etiopskiego Kościoła Ortodoksyjnego. Jednak istnieje niewiele dowodów na inne interakcje pomiędzy tymi dwoma chrześcijańskimi państwami.

## Rząd
Makuria była monarchią rządzoną przez króla z siedzibą w Dongoli. Król był uprawniony do spełniania pewnych kultowych funkcji. Nie jest jasne, w jaki sposób decydowano o sukcesji. Wcześni autorzy wskazują, że przechodziła z ojca na syna. Niemniej wydaje się oczywiste, że po XI wieku wykorzystywano system faworyzowany przez tysiąclecia w Kusz, według którego władza przechodziła na syna siostry panującego. Shinnie spekuluje, że ta późniejsza zasada sukcesji mogła być wykorzystywana od początku, i że wcześni pisarze arabscy źle rozumiejąc sytuację nieprawidłowo ją opisali na wzór tego, do czego byli przyzwyczajeni.
Niewiele wiadomo o przedstawicielach władzy poza królem. Jest wzmiankowany szeroki wachlarz urzędników, generalnie używających bizantyjskich tytułów, ale ich role nigdy nie zostały wyjaśnione. Jedyną funkcją dobrze znaną dzięki dokumentom znalezionym w Kasr Ibrim, jest eparcha z Nobadii, który wydaje się być namiestnikiem w tym regionie po przyłączeniu go do Makurii. Dokumenty związane z eparchą świadczą o tym, że był on również odpowiedzialny za handel i dyplomację z Egipcjanami. Wczesne teksty wskazują raczej na to, iż był on mianowany przez króla, ale z późniejszych wynika, że jego stanowisko stało się dziedziczne. Ostatecznie rządził autonomiczną, a następnie kontrolowaną przez Egipcjan al-Maris.
Biskupi mogli uczestniczyć w zarządzaniu państwem. Ibn Salim al-Aswani zauważył, że zanim król odpowiedział na jego misję spotkał się z radą biskupów. Al-Aswani opisał państwo bardzo scentralizowane, ale inni autorzy stwierdzają, że Makuria była federacją trzynastu królestw pod przewodnictwem wielkiego króla w Dongoli . Nie wiemy jak było w rzeczywistości, ale królestwo Dotawo, wyraźnie wymienione w dokumentach z Kasr Ibrim, mogło być jednym z tych królestw zależnych.

## Religia

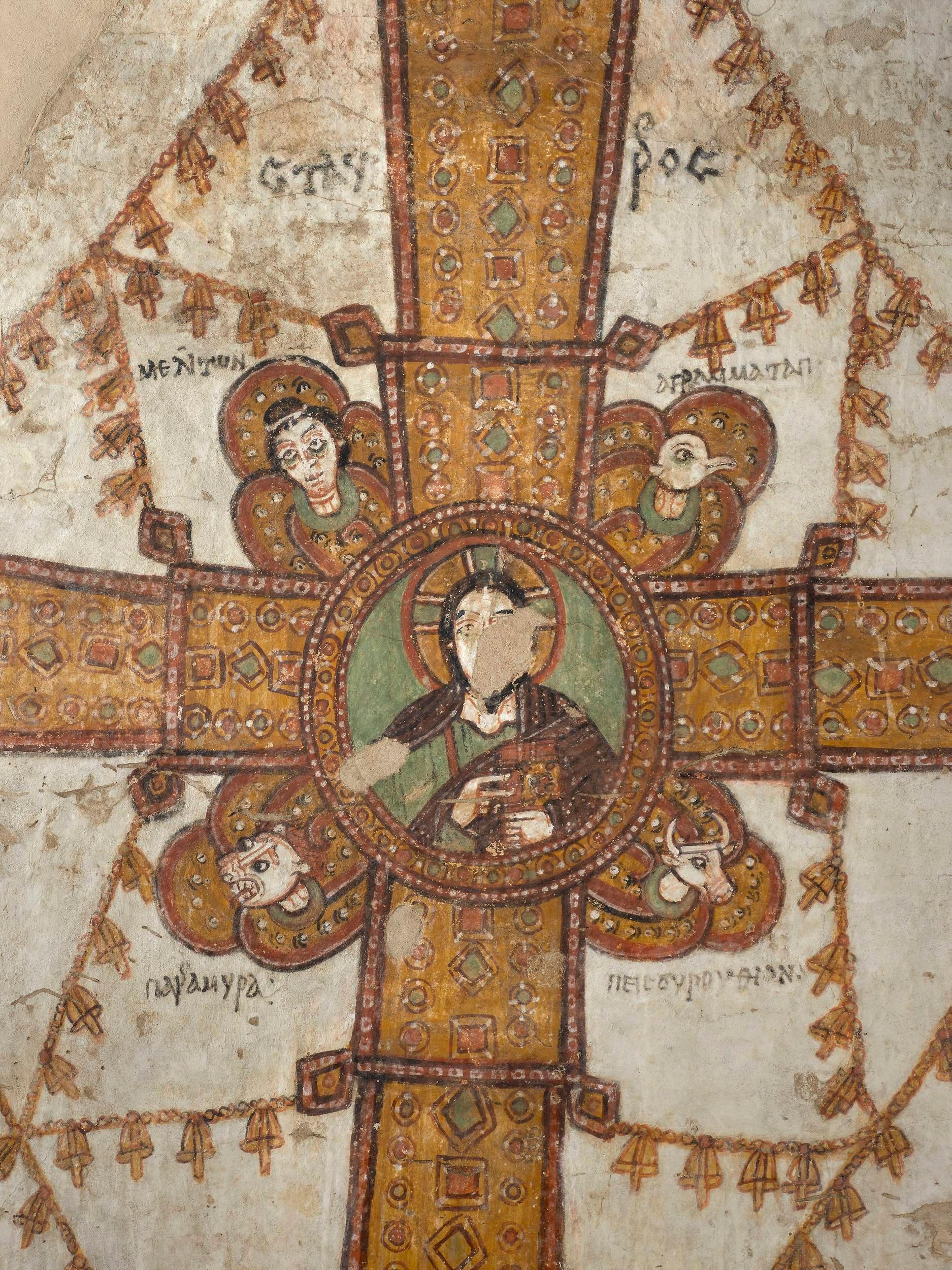
Malowidło ścienne – Maiestas Crucis, XI w. (Nubia), zbiory MN w Warszawie

Jednym z najbardziej dyskutowanych zagadnień wśród badaczy starożytnej Nubii jest religia Makurii. Aż do V w. oficjalna religia Meroe wydaje się pozostawać silna, nawet gdy znika jej odpowiednik w Egipcie – starożytna religia egipska. W V w. Nubijczycy wkroczyli do Egiptu po tym, jak chrześcijanie próbowali przekształcić niektóre z głównych świątyń religii egipskiej w kościoły. Wśród znalezisk archeologicznych w Nubii z tego okresu jest wiele o chrześcijańskim charakterze, co niektórym uczonym dało podstawę do twierdzenia, że ewangelizacja Nubii rozpoczęła się wcześniej niż w VI w. Do drugiej połowy XX w. przyjmowano, iż konwersja była wynikiem szeregu misji Cesarstwa Bizantyjskiego wysyłanych przez Justyniana i Teodorę w połowie VI wieku. Źródłem tych informacji jest Jan, biskup Efezu. Dowody archeologiczne wskazują jednak na istnienie chrześcijańskich budowli sakralnych np. w Kasr Ibrim już w 2. połowie V w. Być może misje pary cesarskiej miały na celu podporządkowanie Nubijczyków Kościołowi bizantyjskiemu – chalcedońskiemu, jak chciał Justynian lub Kościołowi monofizyckiemu, co było życzeniem Teodory. Jan z Efezu informuje, że dzięki intrygom Teodory monofizyci, którzy wyprzedzili oficjalną misję cesarską, z powodzeniem dokonali konwersji królestw Nobadii i Alodii, ale Makuria pozostała wroga. Jan z Biclar stwierdza, że Makuria przyjęła potem konkurencyjny ryt melchicki. 
Archeologiczne dowody wskazują raczej na nagłą konwersję spowodowaną oficjalnym przyjęciem nowej wiary, w następstwie czego zostały porzucone stare tradycje, takie jak pochówek z bogatym wyposażeniem grobowym, a świątynie w całym regionie przekształcano w kościoły. Ostatecznie kościoły powstały w każdym mieście i wiosce .
Przed ok. 710 r. Makuria stała się oficjalnie lojalna w stosunku do koptyjskich patriarchów Aleksandrii. Król Makurii uważał się za obrońcę patriarchów i czasami interweniował zbrojnie w ich obronie. W tym samym okresie melchicka Makuria wchłonęła Nobadię należącą do Kościoła koptyjskiego. Historycy od dawna zastanawiali się, dlaczego zdobywca przyjął religię swojego rywala. Oczywiście w regionie silne były koptyjskie wpływy ze strony Egiptu, a siła Bizancjum słabła, co mogło odegrać pewną rolę. Historycy są podzieleni również co do tego, czy był to koniec melchickiego i koptyjskiego rozłamu; istnieją dowody trwania melchickiej mniejszości aż do końca królestwa.
Kościół makurski został podzielony na siedem biskupstw: Kalabsza, Qupta, Kasr Ibrim, Faras, Sai, Dongola i Suenkur. W przeciwieństwie do Etiopii raczej nie powstał Kościół państwowy, a wszystkich siedmiu biskupów odpowiadało bezpośrednio przed koptyjskim patriarchą Aleksandrii. Biskupów wyznaczał patriarcha, a nie król, choć wydaje się, że w dużej mierze byli wybierani spośród Nubijczyków, nie Egipcjan.
Inaczej niż w Egipcie nie ma wielu dowodów na monastycyzm w Makurii. Według Adamsa istnieją tylko trzy stanowiska archeologiczne, które z pewnością można określić jako monastyczne. Wszystkie trzy są dość małe i koptyjskie, co prowadzi do przypuszczenia, że zostały założone raczej przez egipskich uchodźców, a nie miejscowych Makurian. 
Interpretacja dowodów z dwóch różnych cmentarzy na obszarze  Wadi Halfa i w Meinarti doprowadziła Shinnie'go  do stwierdzenia, że islam był obecny w Makurii już od wczesnych lat X wieku, i wygląda na to, że chrześcijanie i muzułmanie mieszkali w zgodzie przez kilka stuleci. Przypuszcza się, że chrześcijańska wspólnota słabła: dwie rolki znalezione w grobie biskupa w Kasr Ibrim, datowane na 1372 r., świadczą o jego wyświęceniu w Kairze i zezwoleniu na intronizację. Według Shinnie'go oznacza to, że chrześcijaństwo wciąż miało znaczenie, chociaż liczba chrześcijan w okolicy zmniejszała się.
Informację o problemach nubijskiego Kościoła pod koniec jego istnienia mamy dzięki sprawozdaniu podróżnego Francisco Álvaresa. Podczas pobytu na dworze etiopskiego cesarza Lybne Dyngyla w 1520 r. był świadkiem poselstwa chrześcijan z Nubii, którzy przybyli do cesarza z prośbą o kapłanów, biskupów i inny personel pilnie potrzebny do utrzymania chrześcijaństwa w ich kraju. Lebna Dengel odmówił pomocy stwierdzając, że ich biskupów mianował patriarcha Aleksandrii, i że do niego powinni zwrócić się po wsparcie.

## Kultura

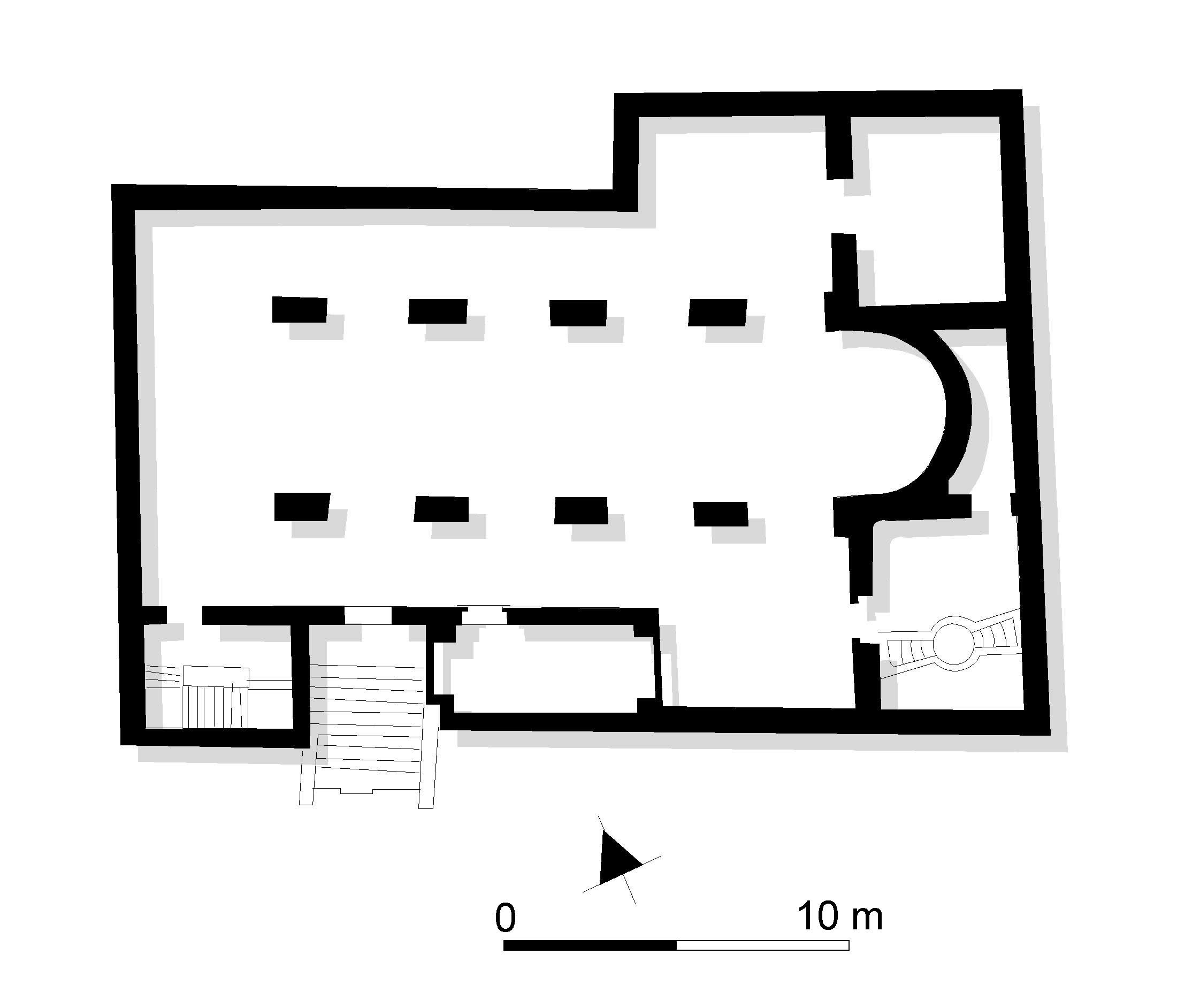
Plan „Starego kościoła” w Starej Dongoli, Nubia (Sudan), ok. 550 r., wg Gartkiewicza

Chrześcijańska Nubia długo była uważana za prowincjonalną. Odkrycia z 2. połowy XX w. rzucają nowe światło na jej sztukę i kulturę.

### Budownictwo
Budownictwo na terenie Nubii zalicza się do kręgu twórczości regionalnej, inspirowanej wzorami płynącymi przede wszystkim z Cesarstwa Bizantyjskiego, niemniej rozwijającej się niezależnie. Powstało na gruncie tradycji meroickich utrwalających wzory faraońskie. Znajomość obróbki kamienia, wyrób cegły, zwłaszcza suszonej, wprawa w budowie sklepień – wszystkie te umiejętności były spuścizną epok poprzednich. Domy budowano z suszonej cegły i złomków skalnych, fortyfikacje wznoszono z kamienia, natomiast kościoły – przede wszystkim z suszonej cegły. Ilość budowli sakralnych dotychczas rozpoznanych na terenie Nubii przekracza liczbę stu kilkudziesięciu.

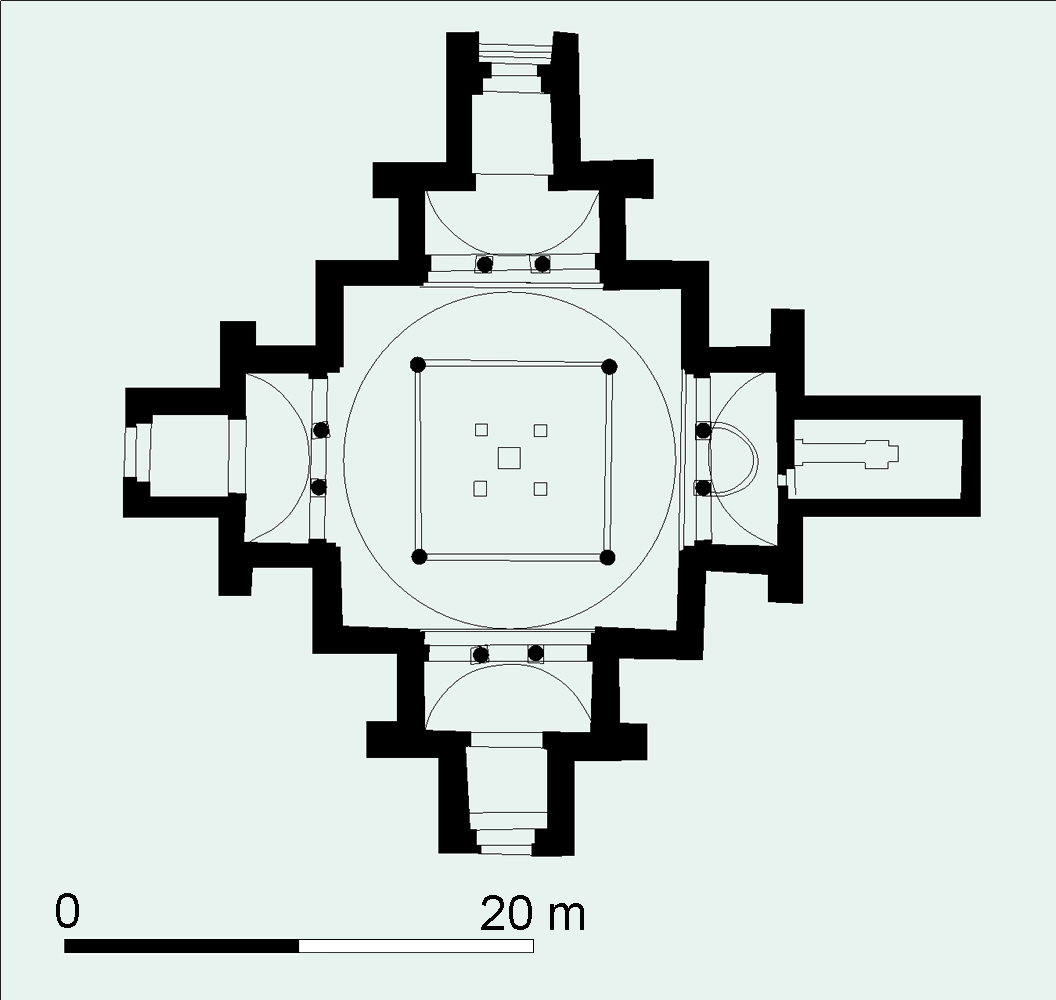
Plan kościoła na planie krzyża w Starej Dongoli, Nubia (Sudan), IX w., wg Derek Welbsy

W pierwszym okresie rozwoju budownictwa sakralnego w Nubii powstają założenia podłużne na wzór popularnego ówcześnie układu bazylikowego. Na podstawie znalezisk można założyć, że były to układy trzynawowe z filarowymi podporami, z zakrystiami z dwóch stron apsydy. W głównym nurcie rozwojowym następuje monumentalizacja i skomplikowanie planów m.in. domniemanych pierwszych katedr w Faras i Kasr Ibrim np. pojawiają się plany pięcionawowe, podpory kolumnowe (w Faras). W drugim okresie rozwoju nubijskiej architektury zaznacza się dwutorowość działalności budowlanej. Obok kierunku zachowawczego, występującego głównie na prowincji, istnieje drugi, postępowy, o charakterze dworskiej inicjatywy, którego osiągnięciem staje się wprowadzenie układu centralnego. Układy kopułowe, wprowadzone ok. 1000 r. szybko rozpowszechniają się, ale przez dłuższy czas konstrukcje te pozostają innowacją jakby niezależną od całości kompozycji przestrzennej budowli. W ostatnim okresie rozwoju maleje skala wznoszonych założeń, miejscowe osiągnięcia ewoluują, na ukształtowanie niektórych obiektów mają wpływ koncepcje układów halowych, stanowiących jeden z podstawowych elementów kompozycji budowli kultury islamu.

W okresie chrześcijańskim główne, kilkutysięczne centa znajdują się na terenie Nobadii w Faras, Kasr Ibrim i Quarta, natomiast w Makurii właściwej w Starej Dongoli, Sai, prawdopodobnie również Argo. Miasta o zwartej, jedno- lub dwukondygnacyjnej zabudowie niekiedy podporządkowane są projektowanej sieci ulicznej. Niektóre miasta otaczane są fortyfikacjami. W końcowej fazie rozwoju społeczeństwa chrześcijańskiego w każdej miejscowości znajdował się kościół, zazwyczaj usytuowany na obrzeżach osady. Formowanie się całych kompleksów sakralnych np. w Starej Dongoli, Faras, Tamit wskazuje wg Gartkiewicza na powstawanie osobnych „dzielnic duchownych”. 

Kościół z granitowymi kolumnami w Starej Dongoli, Nubia (Sudan)
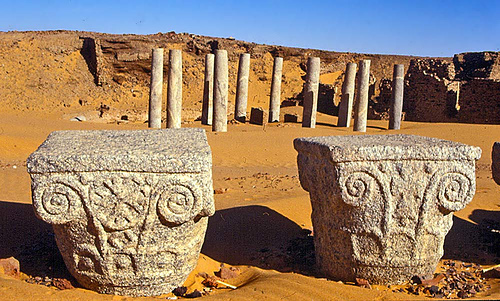
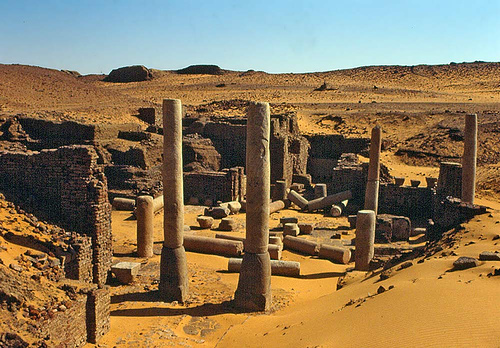
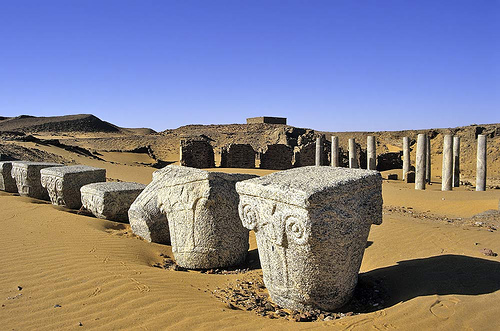

### Malarstwo
Jednym z najważniejszych odkryć dokonanych w trakcie wielkich prac archeologicznych, prowadzonych w pośpiechu, pod patronatem UNESCO, przed zalaniem Dolnej Nubii wodami zbiornika Nasera, była katedra w Faras. Ten duży budynek został całkowicie zasypany piaskiem dzięki czemu zachowały się wspaniałe malowidła ścienne. Podobne, ale gorzej zachowane malowidła zostały znalezione w kilku innych miejscach w Makurii, m.in. w pałacach i domach prywatnych, dzięki czemu mamy ogólne wyobrażenie sztuki malarskiej Nubii. Styl i treści tej sztuki pozostawały pod silnym wpływem sztuki bizantyjskiej, a także pod wpływem egipskiej sztuki koptyjskiej i syro-palestyńskiej. Przede wszystkim miała ona charakter religijny. Istotne jest również to, że rozwijała się niezależnie wykształcając cechy charakterystyczne dla sztuki nubijskiej. 
Rozwój malarstwa ściennego w Nubii przypada na czasy bizantyjskiego ikonoklazmu i według Jakobielskiego można odnieść wrażenie, że został wywołany na skutek migracji artystów z ośrodków prześladowań. Kompozycje figuralne widoczne są w sztuce nubijskiej od VIII wieku. Koniec VIII i 1. połowa IX w. to czas twórczych poszukiwań. Pojawia się wówczas szereg kanonów i typów przedstawień stosowanych od tego czasu przez cały okres historii malarstwa nubijskiego. Cechą charakterystyczną dla sztuki nubijskiej był np. zwyczaj oddawania rzeczywistego koloru skóry przedstawianych dostojników i innych śmiertelników (w tym przypadku kolorem brązowym) w przeciwieństwie do postaci świętych (o jasnej karnacji).

Zbiory malarstwa nubijskiego można podziwiać w trzech muzeach: Muzeum Koptyjskim w Kairze (malarstwo z Nubii egipskiej), Sudańskim Muzeum Narodowym w Chartumie (malarstwo z Faras i innych miejscowości) i Muzeum Narodowym w Warszawie (część faraskich malowideł ściennych).

Malowidła ścienne z katedry w Faras, Nubia (Sudan)
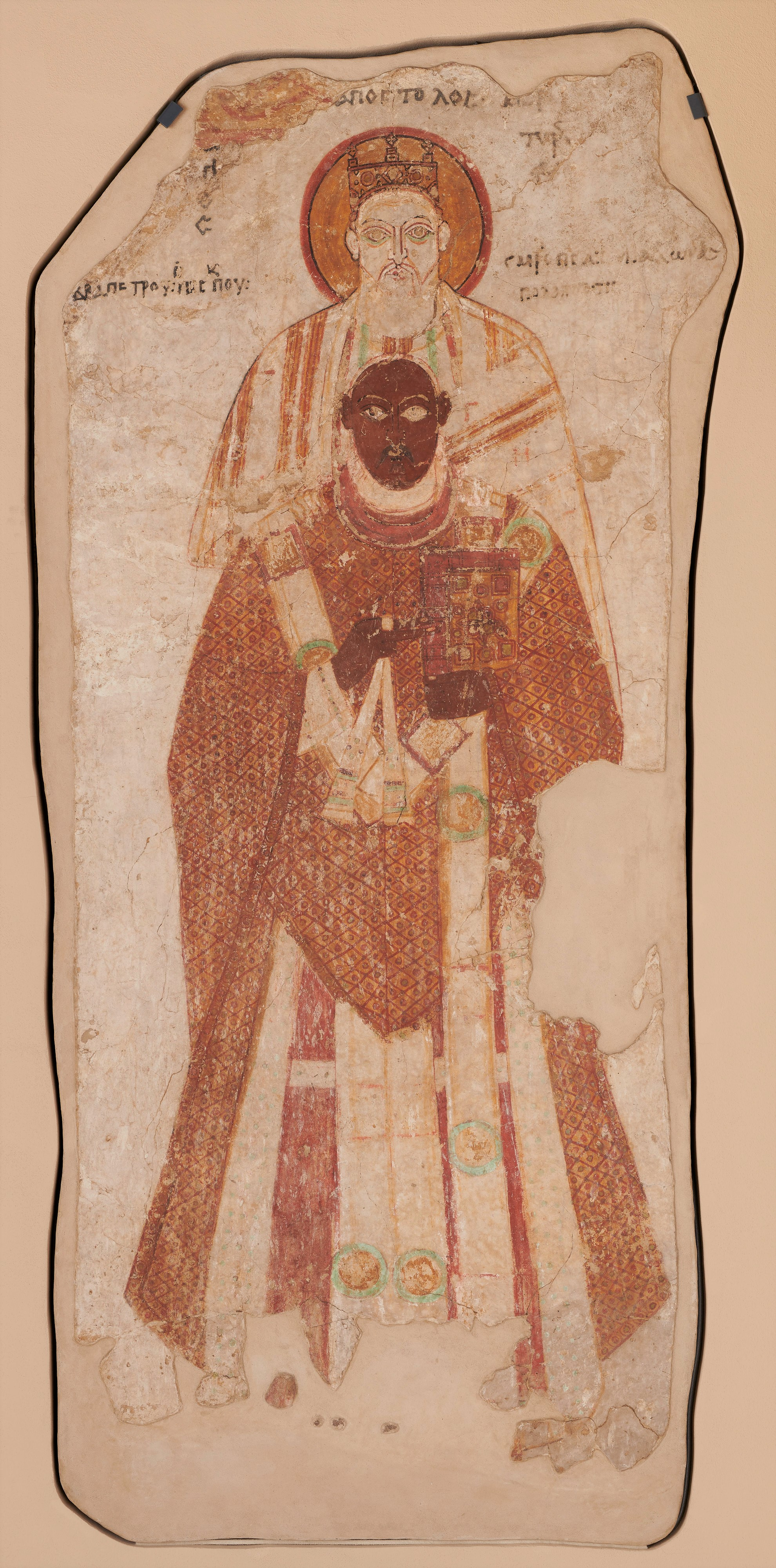
Biskup Petros pod opieką św. Piotra
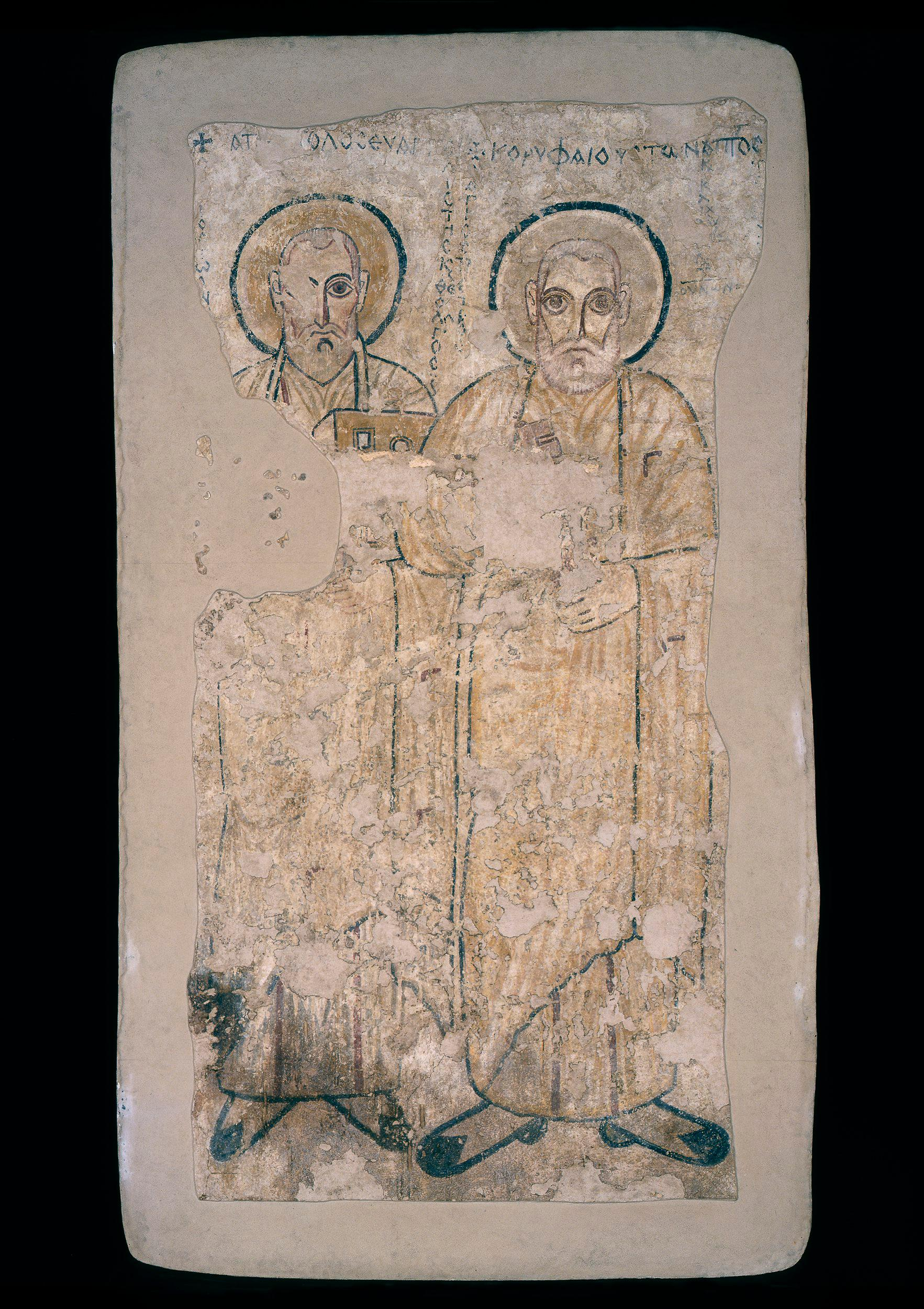
Św. Piotr i św. Jan Ewangelista
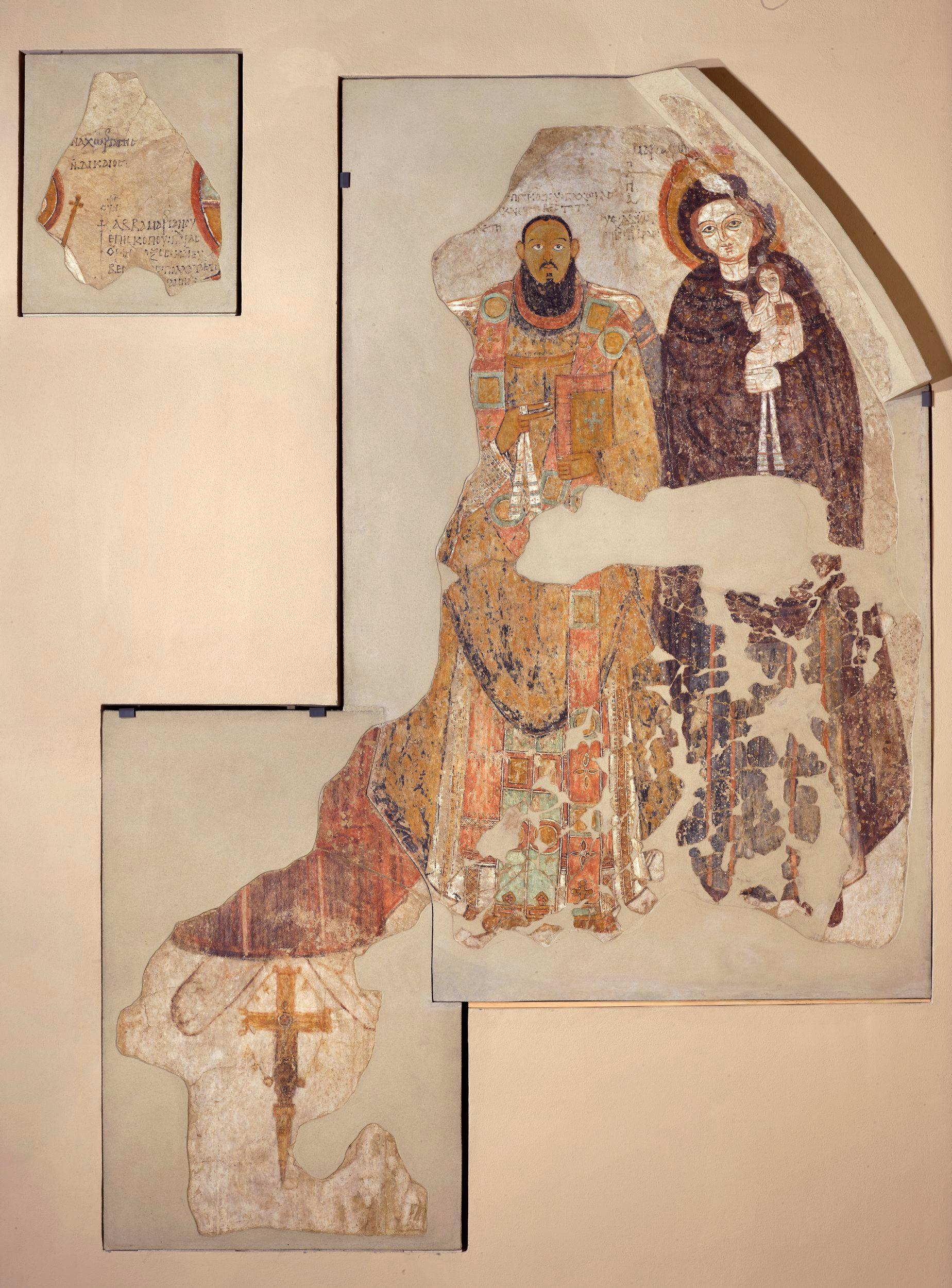
Biskup Marianos pod opieką Chrystusa i Matki Boskiej
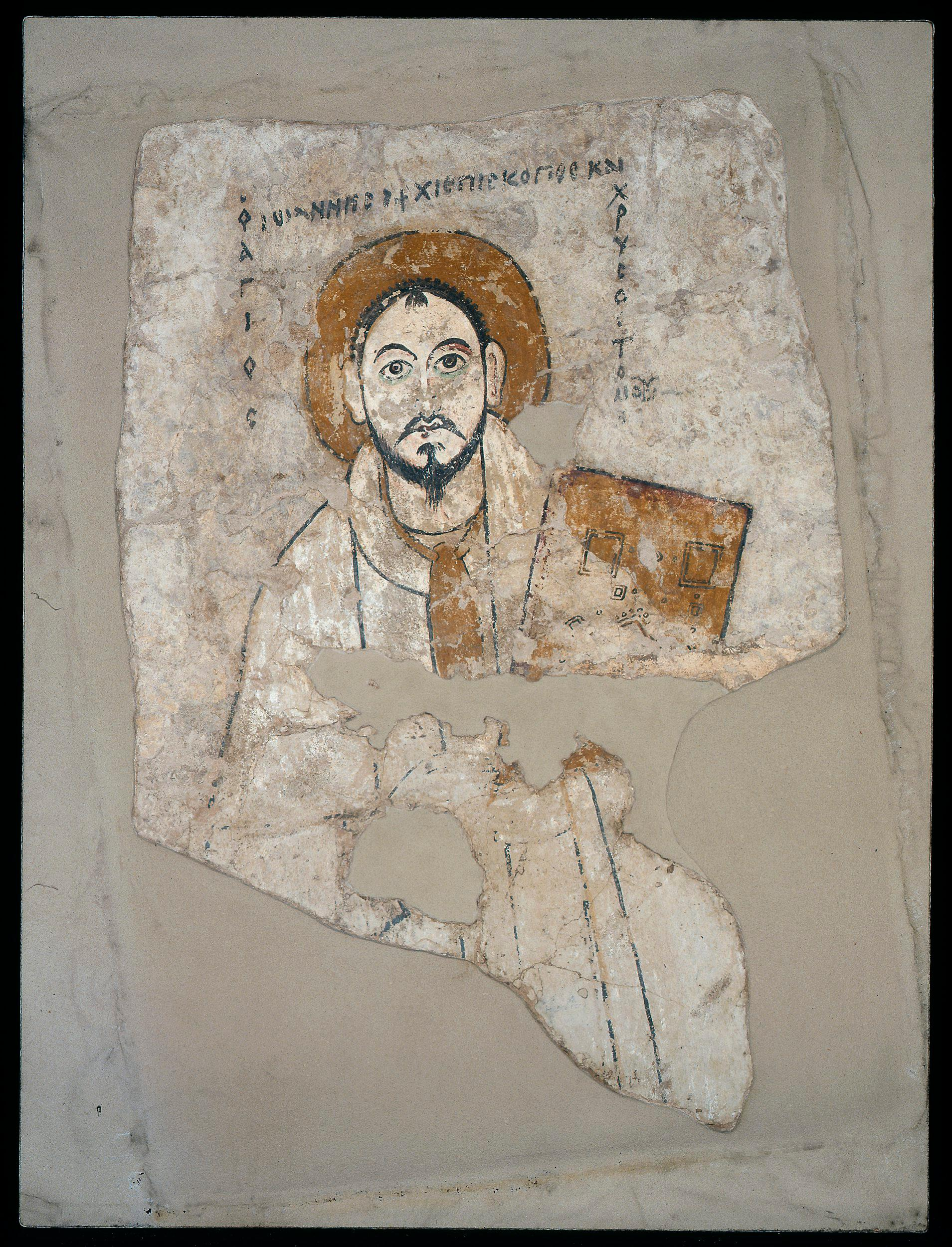
Św. Jan Złotousty
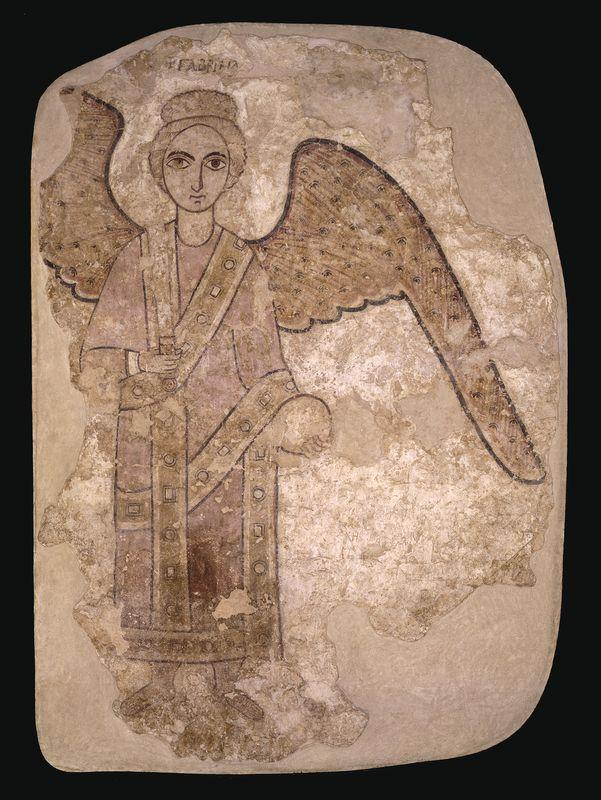
Archanioł Gabriel
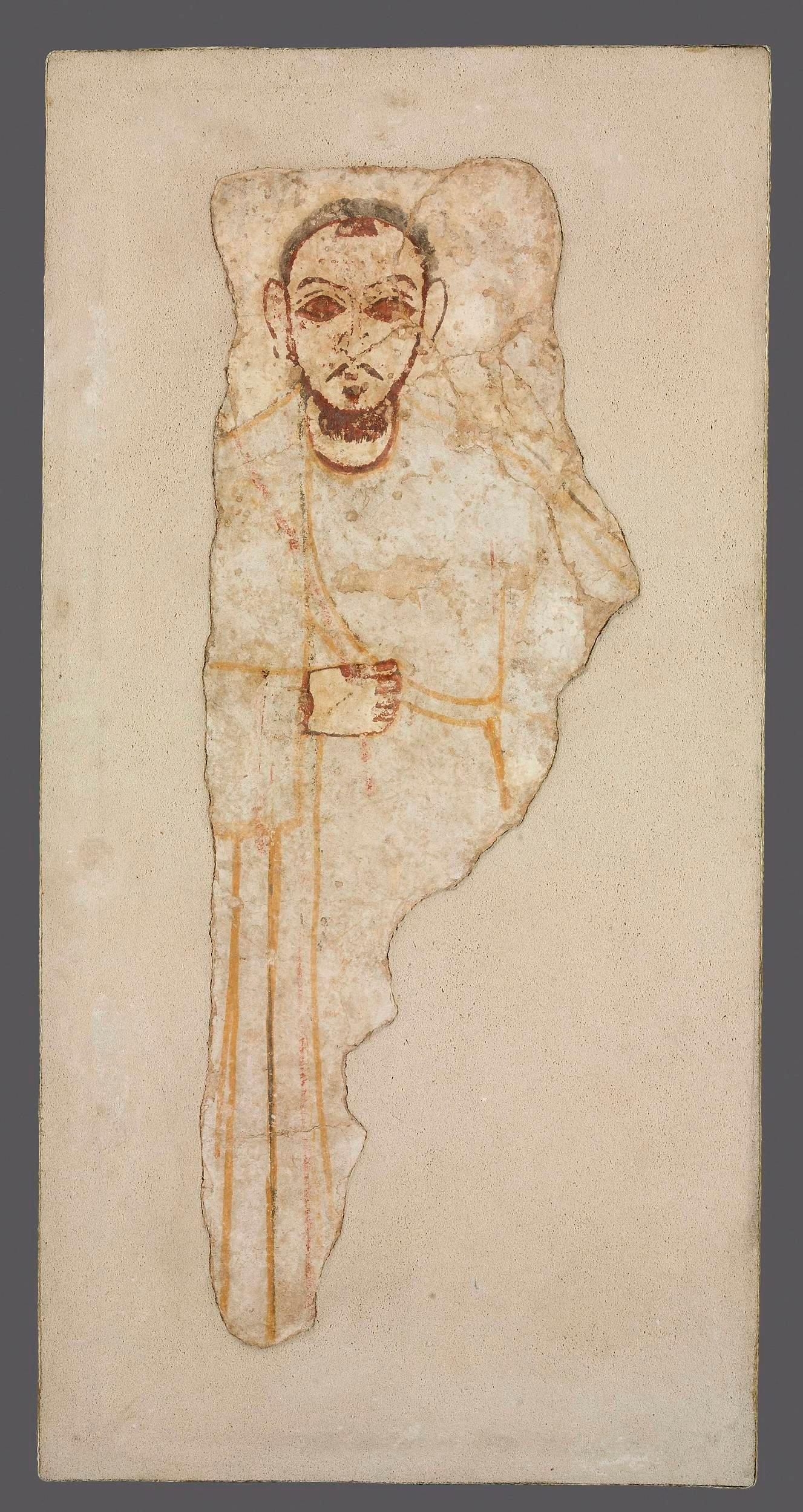
Diakon
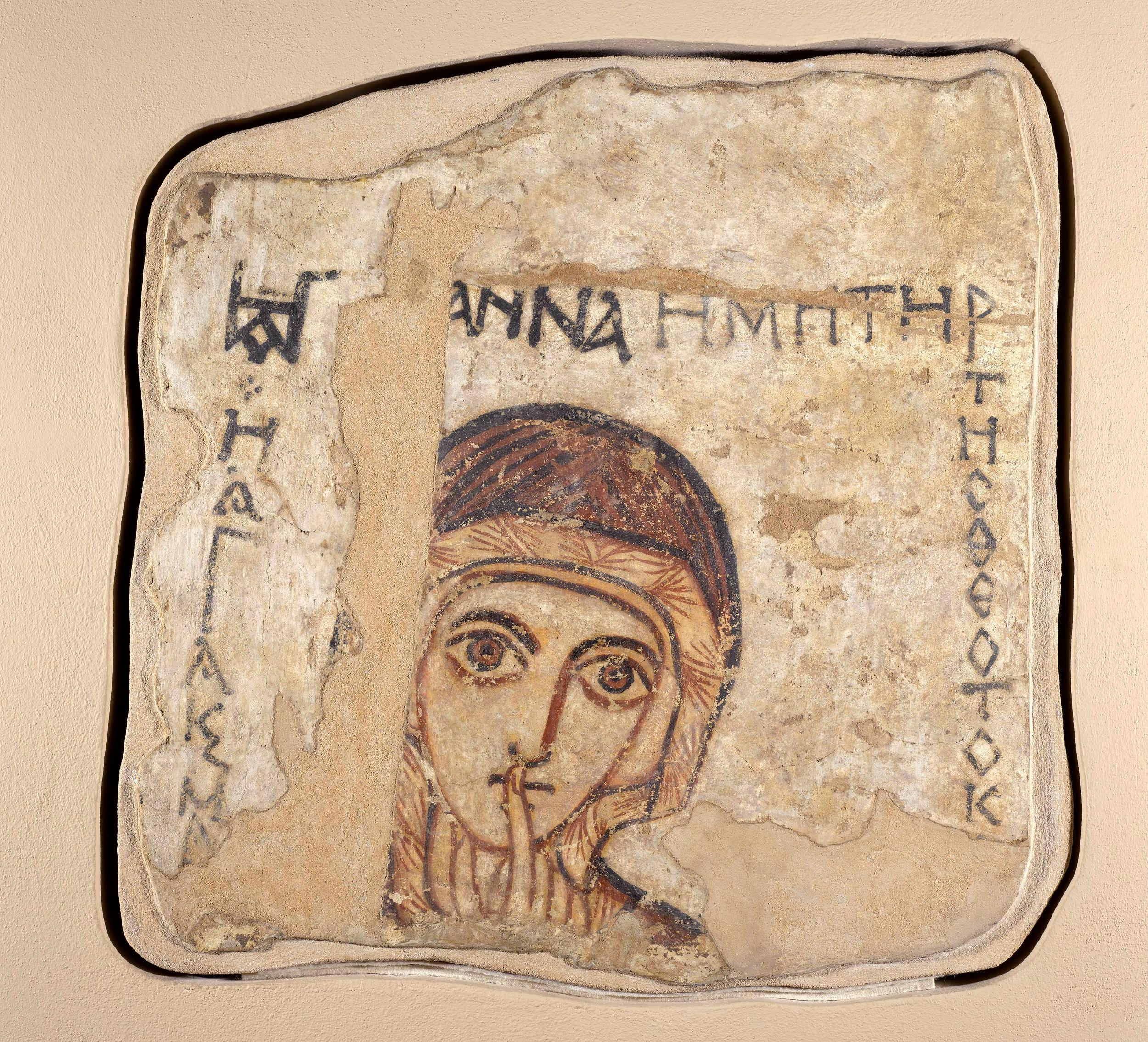
Św. Anna
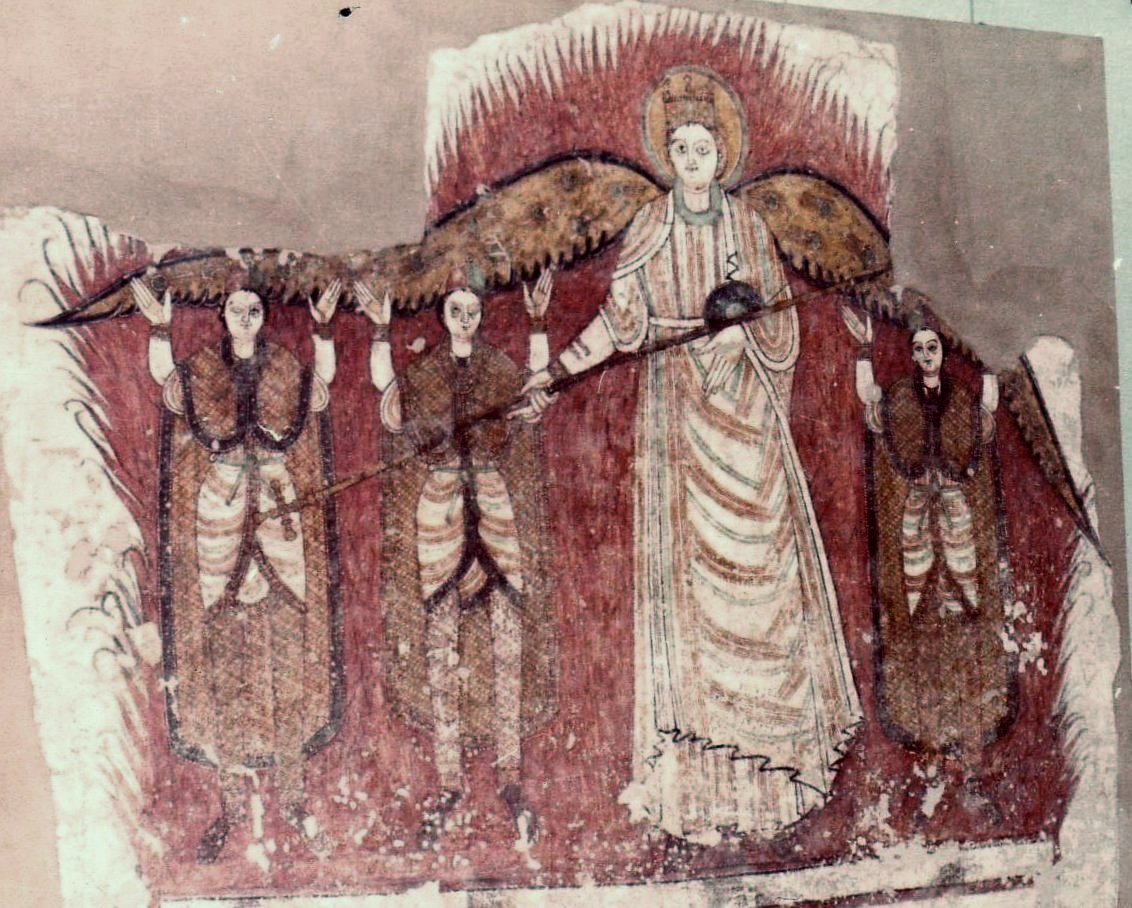
Trzech młodzieńców w piecu ognistym

### Ceramika

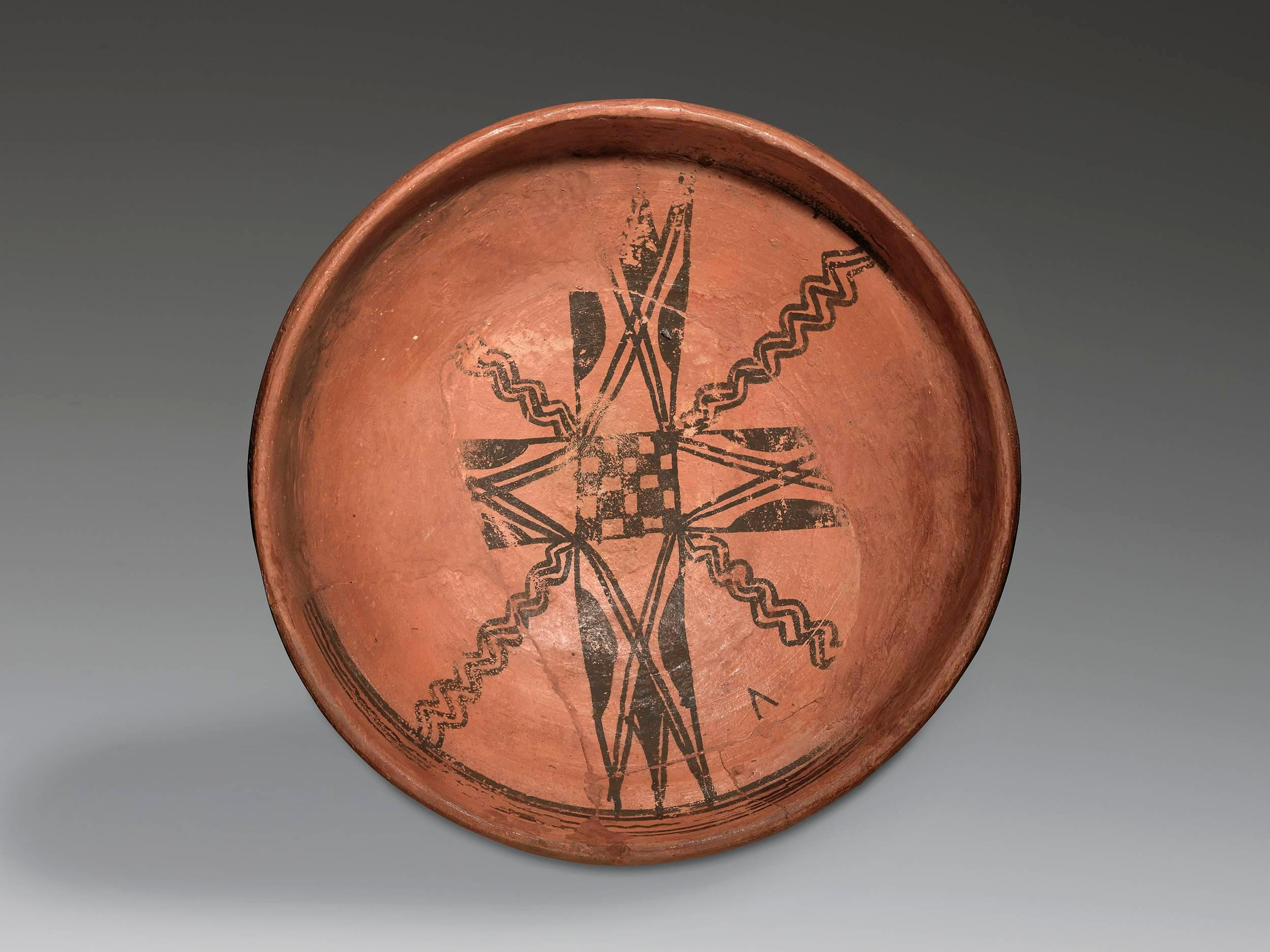
Fragment talerza (współcześnie uzupełniony), warsztat nubijski, XI -XII w., znaleziony w Faras, Nubia (Sudan), zbiory MN w Warszawie

Ceramikę nubijską z tego okresu Shinnie opisuje jako „najbogatszą rodzimą tradycję garncarską na kontynencie afrykańskim”. Początkowo Nubijczycy importowali dużo ceramiki z Egiptu. Adams sugeruje, że handel ten zakończył się wraz z inwazją w 652 r.; Shinnie natomiast łączy jego upadek z upadkiem Umajjadów w 750 r. W następnych latach wzrasta produkcja ceramiki w kraju, z dużym jej ośrodkiem m.in. w Faras. W tej epoce, która trwa aż do około 1100 r., ceramika jest zdobiona motywami floralnymi i zoomorficznymi.

### Język
W Makurii używano wielu różnych języków. W pierwszych wiekach jej istnienia, kiedy bizantyjskie wpływy pozostawały nadal silne, grecki był głównym językiem pisanym, a być może używano go także na dworze królewskim. W późniejszych wiekach greka nadal była stosowana w celach obrzędowych, takich jak inskrypcje nagrobne, jednak często pojawiające się w późniejszych napisach błędy ortograficzne i gramatyczne wskazują na słabszą znajomość tego języka. Ostatecznie to staronubijski, który był używany przez większość ludności, stał się głównym językiem pisanym; w powszechnym użytku były staronubijskie przekłady Biblii i wiele innych dokumentów religijnych. Jeden z podróżników arabskich stwierdził, że Nobadowie i Makurianie mówili różnymi językami; prawie wszystkie zachowane dokumenty pochodzą z tego obszaru, który stanowił kiedyś Nobadię i ten język zdaje się być przodkiem współczesnego języka nobiin, wciąż używanego w regionie. Adams zauważa, że starożytna granica między Makurią i Nobadią jest zbliżona do granicy pomiędzy językami nobiin i dongolawi. Innym ważnym językiem w Makurii był koptyjski. Związki z egipskimi chrześcijanami były silne i wydaje się, że koptyjska literatura religijna była w Makurii szeroko znana. Do Makurii regularnie napływali również mówiący po koptyjsku, chrześcijańscy uchodźcy z Egiptu. W późniejszych latach istnienia królestwa coraz ważniejszy stawał się arabski. Arabscy kupcy działali w całym regionie i można przypuszczać, że arabski stał się językiem handlu.